# Kokou Djaoupe
Kokou Djaoupé (né le 10 juillet 1968 à Lomé) est un arbitre togolais de football. Il officie depuis 2003.
Il a notamment arbitré la finale aller de la Ligue des champions de la CAF 2010. Ayant été accusé de corruption lors de ce match, aucune sanction n'a été prise à son encontre par la CAF.

## Carrière
Il a officié dans des compétitions majeures : 
- CAN 2008 (2 matchs)
- CHAN 2009 (1 match)
- CAN 2010 (1 match)
- Ligue des champions de la CAF 2010 (finale aller[2])